# (29739) 1999 BM9
1999 بي أم 9 (ويعرف أيضًا باسم (29739) 1999 بي أم 9 وفق تسمية الكوكب الصغير) (بالإنجليزية: 1999 BM9)‏ هو كويكب ضمن حزام الكويكبات؛ وترتيبه 29739 من حيث الاكتشاف.
اكتُشف هذا الجُرم الفلكي بواسطة Frank B. Zoltowski ‏ في 16 يناير 1999.

## وصلات خارجية
- (29739) 1999 BM9 في قاعدة بيانات مختبر الدفع النفاث لأجرام النظام الشمسي الصغيرة

- الاكتشاف · مخطط المدار ·  العناصر المدارية · المعلمات المادية

- (29739) 1999 BM9 على موقع ويكي سكاي: DSS2, SDSS, GALEX, IRAS, Hydrogen α, X-Ray, Astrophoto, Sky Map, Articles and images